# Intervenção federal no Brasil
No Brasil, a intervenção federal é uma ação realizada pela União Federal, em nome da Federação, nos Estados e no Distrito Federal, nas hipóteses taxativamente previstas no artigo 34 da Constituição:
I - manter a integridade nacional;

II - repelir invasão estrangeira ou de uma unidade da Federação em outra;

III - pôr termo a grave comprometimento da ordem pública;

IV - garantir o livre exercício de qualquer dos Poderes nas unidades da Federação;

V - reorganizar as finanças da unidade da Federação que:

 a) suspender o pagamento da dívida fundada por mais de dois anos consecutivos, salvo motivo de força maior;

 b) deixar de entregar aos Municípios receitas tributárias fixadas nesta Constituição, dentro dos prazos estabelecidos em lei;

VI - prover a execução de lei federal, ordem ou decisão judicial;

VII - assegurar a observância dos seguintes princípios constitucionais:

 a) forma republicana, sistema representativo e regime democrático;

 b) direitos da pessoa humana;

 c) autonomia municipal;

 d) prestação de contas da administração pública, direta e indireta.

 e) aplicação do mínimo exigido da receita resultante de impostos estaduais, compreendida a proveniente de transferências, na manutenção e desenvolvimento do ensino e nas ações e serviços públicos de saúde.
Interventor federal é a denominação do governador nomeado pelo Presidente da República. Emílio Garrastazu Médici, Floriano Peixoto, Getúlio Vargas, Michel Temer e Luiz Inácio Lula da Silva  nomearam interventores.

## Intervenções recentes

### Rio de Janeiro em 2018
A intervenção federal no Rio de Janeiro em 2018 foi a decisão do Governo Federal do Brasil de intervir na autonomia do estado do Rio de Janeiro. Foi a primeira aplicação do art. 34 da Constituição Federal de 1988. Foi decretada com o objetivo de amenizar a situação da segurança interna, com término em 31 de dezembro de 2018. A decisão foi instituída por meio do Decreto n.º 9.288, de 16 de fevereiro de 2018, outorgado pelo Presidente da República, com publicação no Diário Oficial da União no mesmo dia.
O decreto de intervenção restringiu os efeitos à segurança pública do estado do Rio de Janeiro e foi assinado pelo Presidente da República, Michel Temer, em 16 de fevereiro de 2018. A assinatura foi antecedida por reunião de emergência no Palácio da Alvorada com ministros, o presidente da Câmara dos Deputados, Rodrigo Maia, o presidente do Senado Federal, Eunício Oliveira, e o governador do Rio de Janeiro, Luiz Fernando Pezão.

### Roraima em 2018
A intervenção federal em Roraima em 2018 foi a decisão do Governo Federal do Brasil de intervir na autonomia do estado de Roraima. Foi a segunda aplicação do art. 34 da Constituição Federal de 1988.
É a segunda intervenção federal decretada pelo presidente Michel Temer, sendo que a primeira foi no Rio de Janeiro. O objetivo é amenizar a situação da segurança interna e da crise financeira do estado e a data de término, contida no decreto que ordenou a intervenção, foi o dia 31 de dezembro de 2018.

### Distrito Federal em 2023
A intervenção federal no Distrito Federal em 2023 foi a decisão do Governo Federal do Brasil de intervir na autonomia do Distrito Federal diante das invasões na Praça dos Três Poderes. Tornou-se a terceira aplicação do art. 34 da Constituição Federal de 1988, que já havia ocorrido nos estados do Rio de Janeiro e de Roraima durante o Governo Michel Temer, em 2018. A decisão foi instituída por meio do Decreto n.º 11 377, de 8 de janeiro de 2023, outorgado pelo Presidente da República Luiz Inácio Lula da Silva, com publicação no Diário Oficial da União em edição extra no mesmo dia.
Foi nomeado como interventor o secretário-executivo do Ministério da Justiça Ricardo Garcia Cappelli, ex-presidente da União Nacional dos Estudantes. A intervenção tirou o poder do governo do Distrito Federal sobre a área da segurança pública, e durou até 31 de janeiro.

## Interventores durante o Estado Novo

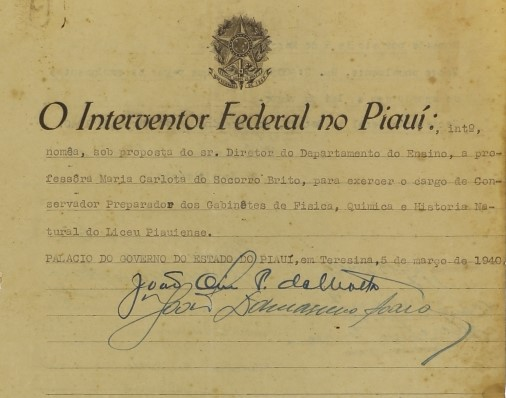
Um documento em que o interventor do Piauí faz uma nomeação em 1940.

Alguns dos interventores relacionados já estavam no exercício do cargo antes de 10 de novembro de 1937 data que foi o marco inicial do Estado Novo e que adotamos como critério para iniciar esta relação. Deposto Getúlio Vargas em 29 de outubro de 1945 os interventores abandonavam seus postos nos dias seguintes.
De acordo com o Art. 8º do Ato das Disposições Transitórias da Constituição de 1946 os territórios federais de Ponta Porã e Iguaçu foram reincorporados a Mato Grosso e Paraná, respectivamente. Na relação abaixo constam os então territórios federais do Acre, Fernando de Noronha, Guaporé e Rio Branco, embora no caso dos territórios a designação correta seja a de "governador nomeado".
Deve se ressaltar que no caso do então Distrito Federal seus mandatários recebiam o título de prefeito sendo que a figura do governador só teve lugar após a Emenda Constitucional Número Um de 17 de outubro de 1969 quando já existia o atual Distrito Federal.
| Bandeira                                             | Estado              | UF  | Interventores                                                                                          | Início do mandato        | Fim do mandato                |
| ---------------------------------------------------- | ------------------- | --- | --- | ------------------------ | ----------------------------- |
|                                                      | Acre                | AC  | Epaminondas Martins Oscar Passos Silvestre Coelho                                                      | 1937 1941 1942           | 1941 1942 1950                |
|                                                      | Alagoas             | AL  | Osman Loureiro de Farias José Maria Neves Ismar de Góis Monteiro                                       | 1935 1940 1941           | 1940 1941 1945                |
|                                                      | Amapá               | AP  | Janary Gentil Nunes                                                                                    | 1944                     | 1955                          |
|                                                      | Amazonas            | AM  | Álvaro Maia                                                                                            | 1935                     | 1945                          |
|                                                      | Bahia               | BA  | Antônio Dantas Landulfo Alves Renato Pinto Aleixo Bulcão Viana                                         | 1937 1938 1942 1945      | 1938 1942 1945 1946           |
|                                                      | Ceará               | CE  | Menezes Pimentel Benedito Santos                                                                       | 1935 1945                | 1945 1946                     |
|                                                      | Distrito Federal    | DF  | Olímpio de Melo Henrique Dodsworth                                                                     | 1935 1937                | 1937 1945                     |
|                                                      | Espírito Santo      | ES  | João Punaro Bley Jones dos Santos Neves José Rodrigues Sette                                           | 1930 1943 1945           | 1943 1945                     |
|                                                      | Fernando de Noronha | FN  | Francisco Gil Castelo Branco Ângelo Mendes de Moraes Tristão de Araripe Félix Brilhante Mário Imbiriba | 1942 1943 1944 1945      | 1943 1944 1945 1951           |
|                                                      | Goiás               | GO  | Pedro Ludovico                                                                                         | 1930                     | 1945                          |
| Carlos de Meira Mattos Emílio Rodrigues Ribas Júnior | Goiás               | GO  | 1964                                                                                                   | 1966                     |                               |
|                                                      | Guaporé             | n/d | Aluísio Ferreira                                                                                       | 1943                     | 1946                          |
|                                                      | Iguaçu              | n/d | João Nascimento Frederico Trotta                                                                       | 1943                     | 1946                          |
|                                                      | Maranhão            | MA  | Paulo Ramos Clodomir Cardoso                                                                           | 1936 1945                | 1945                          |
|                                                      | Mato Grosso         | MT  | Júlio Müller Jonir de Oliveira Souza                                                                   | 1937 1969                | 1945 1970                     |
|                                                      | Minas Gerais        | MG  | Benedito Valadares                                                                                     | 1933                     | 1945                          |
|                                                      | Pará                | PA  | Gama Malcher Miguel Pernambuco Magalhães Barata                                                        | 1935 1943                | 1943 1945                     |
|                                                      | Paraíba             | PB  | Argemiro Figueiredo Antônio Guedes Rui Carneiro Samuel Duarte                                          | 1935 1940 1945           | 1940 1945                     |
|                                                      | Paraná              | PR  | Manuel Ribas                                                                                           | 1932                     | 1945                          |
|                                                      | Pernambuco          | PE  | Amaro Vilanova Agamenon Magalhães Etelvino Lins                                                        | 1937 1945                | 1937 1945                     |
|                                                      | Piauí               | PI  | Tenente Landri Sales Leônidas Melo                                                                     | 1931 1935                | 1935 1945                     |
|                                                      | Ponta Porã          | n/d | Ramiro Noronha                                                                                         | 1943                     | 1946                          |
|                                                      | Rio Branco          | n/d | Ene Garcez                                                                                             | 1944                     | 1946                          |
|                                                      | Roraima             | RR  | Antonio Denarium                                                                                       | 2018                     | 2019                          |
|                                                      | Rio de Janeiro      | RJ  | Heitor Collet Amaral Peixoto                                                                           | 1937                     | 1937 1945                     |
|                                                      | Rio Grande do Norte | RN  | Rafael Fernandes Antônio Dantas Georgino Avelino Miguel Seabra Fagundes                                | 1935 1943 1945 7/11/1945 | 1943 1945 1945 fevereiro/1946 |
|                                                      | Rio Grande do Sul   | RS  | Daltro Filho Maurício Cardoso Cordeiro de Farias Ernesto Dorneles                                      | 1937 1938 1943           | 1938 1943 1945                |
|                                                      | Santa Catarina      | SC  | Nereu Ramos                                                                                            | 1935                     | 1945                          |
|                                                      | São Paulo           | SP  | Cardoso de Melo Neto Francisco Silva Júnior Ademar de Barros Fernando Costa Sebastião Nogueira de Lima | 1937 1938 1941 1945      | 1938 1941 1945                |
|                                                      | Sergipe             | SE  | Erônides de Carvalho Milton Azevedo Augusto Maynard Francisco Leite                                    | 1935 1941 1942 1945      | 1941 1942 1945                |